# Голдман, Джейн
Джейн Голдман (англ. Jane Goldman; род. 11 июня 1970, Лондон, Великобритания) — британская сценаристка и кинопродюсер.
Вместе с Мэттью Воном она написала сценарии «Kingsman: Секретная служба» (2014) и её сиквела «Kingsman: Золотое кольцо» (2017), а также «Люди Икс: Первый класс» (2011), «Пипец» (2010) и «Звёздная пыль» (2007).

## Фильмография
| Год  |   | Русское название                 | Оригинальное название                       | Роль                  |
| ---- | - | -------------------------------- | ------------------------------------------- | --------------------- |
| 2007 | ф | Звёздная пыль                    | Stardust                                    | сценарист             |
| 2010 | ф | Пипец                            | Kick-Ass                                    | сценарист, сопродюсер |
| 2011 | ф | Люди Икс: Первый Класс           | X-Men: First Class                          | сценарист             |
| 2011 | ф | Расплата                         | The Debt                                    | сценарист             |
| 2012 | ф | Женщина в чёрном                 | The Woman in Black                          | сценарист             |
| 2014 | ф | Люди Икс: Дни минувшего будущего | X-Men: Days of Future Past                  | сценарист             |
| 2015 | ф | Kingsman: Секретная служба       | Kingsman: The Secret Service                | сценарист, сопродюсер |
| 2016 | ф | Дом странных детей мисс Перегрин | Miss Peregrine's Home for Peculiar Children | сценарист             |
| 2016 | ф | Голем                            | The Limehouse Golem                         | сценарист             |
| 2017 | ф | Kingsman: Золотое кольцо         | Kingsman: The Golden Circle                 | сценарист, сопродюсер |
| 2020 | ф | Ребекка                          | Rebecca                                     | сценарист             |
|      | ф | Kingsman: Голубая кровь          | Kingsman: The Blue Blood                    | сценарист             |

## Личная жизнь
У Джейн Голдман есть трое детей от брака с Джонатаном Россом: дочь Бетти Киттен Росс (род. в июле 1991), сын Харви Кёрби Росс (род. в марте 1994) и ещё одна дочь — Хани Кинни Росс (род. в феврале 1997).